# Kazuki Yao
Kazuki Yao (矢尾 一樹?, Yao Kazuki; Kanazawa, 17 giugno 1959) è un doppiatore giapponese che lavora per la Sigma Seven.É famoso soprattutto per essere stato il doppiatore del personaggio di Franky nell'anime di One Piece
Si è ritirato come doppiatore nel 2024 per motivi di salute. Il ruolo di Franky è passato a Subaru Kimura.

## Ruoli interpretati

### Anime
- Agasa Kurisutī no Meitantei Powaro to Māpuru (Dezumondo)
- Aquarion (Moroha)
- Astro Boy (serie del 2003) (Skunk)
- Beast Wars (Starscream)
- Beast Wars Neo (Saberback)
- Betterman (Bodaiju)
- Black Jack (Takashi)
- Chōjū Kishin Dankūga (Shinobu Fujiwara)
- Detective Conan (Kuramoto Youji, Toby Keynes)
- Death Note (Shidoh)
- Demonbane (Tiberius)
- Dress-up Musical Nerima Daikon Brothers (Primo ministro Oizuma)
- Due come noi (Yasuo Tanigawa)
- F-Zero Farukon Densetsu (Jack Levin)
- Fullmetal Alchemist e Fullmetal Alchemist: Brotherhood (Yoki)
- Great Teacher Onizuka (Toshiyuki Saejima)
- Gundam ZZ (Judau Ashta)

- Holly e Benji (Heffner)
- Hunter × Hunter (Izunavi)
- Hunter × Hunter (serie 2011) (Majitani)
- Initial D (Kouichirou Iketani)
- Keroro (Zoruru)
- Mobile Suit Gundam 00 (Arbor Lint)
- Mobile Suit Z Gundam (Gates Capa, Addis Aziba)
- Monster Rancher (Tiger)
- NG Knight Lamune & 40 (Da Cider)
- One Piece (Jango, Mr. 2 Von Clay/Bentham, Franky)
- Pokémon (Ferruccio)
- Magica Pretty Sammy (Ginji Kawai)
- Saint Seiya Ω (Harbinger di Taurus)
- Kenichi (Ikki Takeda)
- Sonic X (Knuckles)
- Street Fighter II V (Fei Long)
- Tenjho Tenge (Bunshichi Tawara)
- Wedding Peach (Pluie)
- Yaiba (Generale Mongetzu, Gekko)
- Yui ragazza virtuale (Kasuga Shinichi)
- Zatch Bell! (Steng)
- Zoids (Stinger)

### Film
- One Piece: Un'amicizia oltre i confini del mare (Mr. 2)
- One Piece: Il miracolo dei ciliegi in fiore (Franky)
- Il violinista di Hamelin (Hamel)
- Detective Conan: L'undicesimo attaccante (Naoki Uemura)
- Berserk - L'epoca d'oro (Gaston, Gennon)

### OAV
- Amon - The Darkside of Devilman (Saylos)
- Arslan Senki (Guibu)
- Bastard!! (Dark Schneider)
- Ginga Eiyū Densetsu (Warren Hughs)
- Megazone 23 Parti 2 e 3 (Shogo Yahagi)

- Mōryō Senki MADARA (Seishinja)
- Murder Princess (Dominikov)
- Punta al Top! GunBuster (Toren Smith)
- Ushio e Tora (Juro)
- Yagami-kun no Katei no Jijō (Yūji Yagami)

### Videogiochi
- Angelique (Pastha)
- Berserk and the Band of the Hawk (Gaston)
- Demonbane (Tiberius)
- Dynasty Warriors: Gundam (Judau Ashta)
- Dynasty Warriors: Gundam 2 (Judau Ashta)
- Dynasty Warriors: Gundam 3 (Judau Ashta)
- Earnest Evans (Earnest Evans)
- Fighting for One Piece (Franky)
- Fullmetal Alchemist Mobile (Yoki)
- Granblue Fantasy (Franky)
- Hunter × Hunter: Wonder Adventure (Majitani)
- Indivisible (Mara)
- Kaiser Knuckle (Kazuya)
- Last Bronx (Yusaku Kudo)
- Linda Cube (Ken Challenger, Nek Green)

- One Piece: Grand Battle! (Jango)
- One Piece: Tobidase kaizokudan! (Jango)
- One Piece: Grand Battle! 2 (Jango, Mr. 2 Von Clay/Bentham)
- One Piece: Treasure Battle! (Mr. 2 Von Clay/Bentham)
- One Piece: Ocean's Dream! (Mr. 2 Von Clay/Bentham, Jango)
- One Piece: Grand Battle! 3 (Jango, Mr. 2 Von Clay/Bentham)
- One Piece: Grand Battle! (Mr. 2 Von Clay/Bentham)
- One Piece: Pirates' Carnival (Jango, Mr. 2 Von Clay/Bentham, Franky)
- One Piece: Unlimited Adventure (Franky, Mr. 2 Von Clay/Bentham)
- One Piece Unlimited Cruise 1: Il Tesoro Sommerso (Franky)
- One Piece Unlimited Cruise 2: Il Risveglio di un Eroe (Franky, Mr. 2 Von Clay/Bentham)
- One Piece: Pirate Warriors (Franky, Mr. 2 Von Clay/Bentham)
- One Piece: Unlimited Cruise SP 2 (Franky, Mr. 2 Von Clay/Bentham)
- One Piece: Romance Dawn (Franky, Mr. 2 Von Clay/Bentham)
- One Piece: Pirate Warriors 2 (Franky, Mr. 2 Von Clay/Bentham)
- One Piece: Unlimited World Red (Franky)
- One Piece: Pirate Warriors 3 (Franky, Mr. 2 Von Clay/Bentham)
- One Piece: Burning Blood (Franky, Mr. 2 Von Clay/Bentham)
- One Piece Grand Cruise (Franky)
- One Piece: World Seeker (Franky)
- One Piece: Pirate Warriors 4 (Franky, Mr. 2 Von Clay/Bentham)
- One Piece Odyssey (Franky, Mr. 2 Von Clay/Bentham)
- Puyo Puyo CD Tsu (Satan)
- Puyo Puyo Tetris (Ex)
- Puyo Puyo Tetris 2 (Ex)
- Rapid Reload (Axel Sonics)
- Sakura Wars 2: Thou Shalt Not Die (Kotone Seiryuuin)
- Sakura Wars 4: Fall in Love, Maidens (Kotone Seiryuuin)
- Super Robot Wars Alpha (Gates Cappa, Judau Ashta, Shinobu Fujiwara)
- Super Robot Wars Alpha Gaiden (Judau Ashta, Shinobu Fujiwara)
- Super Robot Wars Alpha 2 (Judau Ashta)
- Super Robot Wars Alpha 3 (Shinobu Fujiwara, Judau Ashta)
- Super Robot Wars A Portable (Judau Ashta)
- Super Robot Wars Z (Moroha)
- Super Robot Wars OG Saga: Endless Frontier Exceed (Mark Hunter)
- Super Robot Wars Z2: Destruction Chapter (Shinobu Fujiwara, Fog Sweeper)
- Super Robot Wars Z2: Rebirth Chapter (Aber Lindt, Shinobu Fujiwara, Fog Sweeper)
- Super Robot Wars Z3: Hell Chapter (Fog Sweeper)
- Super Robot Wars Z3: Heaven Chapter (Fog Sweeper)
- Super Robot Wars V (Judau Ashta)
- Super Robot Wars X (Judau Ashta)
- Super Robot Wars T (Judau Ashta)
- Super Robot Wars 30 (Shinobu Fujiwara)
- Tales of the Abyss (Dist the Reaper)
- Tales of the Rays (Dist the Reaper)
- Ys IV: The Dawn of Ys (Gruda)

### Tokusatsu
- B-Robo Kabutack (Denden Roller)
- Hikōnin Sentai Akibaranger (Doctor Z)